# Anochetus mixtus
Anochetus mixtus is een mierensoort uit de onderfamilie van de Ponerinae. De wetenschappelijke naam van de soort is voor het eerst geldig gepubliceerd in 1993 door Radchenko.